# 核型

ヒト2倍体のカリオグラム模式図。低倍率でもヒトゲノムの概要がわかり、染色体対の番号、細胞周期における主な変化（中央上）、ミトコンドリアのゲノムの縮尺（左下）などが示されている。

核型（かくがた、英語: Karyotype）とは、ある種または個体の細胞に含まれる染色体一式の一般的な外観のことであり、主にそのサイズ、数、形状を含む。 核型解析とは、染色体の数や異常を含む染色体に関する補完情報を決定することにより、個体の核型を識別するプロセスのこと。
カリオグラム（英語: Karyogram）およびイディオグラム（英語: Idiogram）は核型を視覚的に表したものであり、一般に同じ大きさの染色体はセントロメアの位置を揃えて対にし大きさの順に並べて表現される。これらの図そのものも多くの場合「核型」と呼ばれる。核型解析は通常、染色体が複製を終えて凝縮する分裂中期において、光学顕微鏡と写真を組み合わせて行い、顕微鏡写真として核型が表される。これに対し、模式的核型は、核型をデザインされた図で表現したものである。模式的核型では、単純化のために各染色体の姉妹染色分体のうちの1本だけ図示されることが多い。染色体全体を研究することを核学または細胞核学（英語: Karyology）と呼ぶこともある。
核型は、ある生物の染色体数とその染色体が光学顕微鏡下でどのように見えるかを表し、特に、長さ、セントロメアの位置、バンドパターン（染色で現れる縞模様）、性染色体の違い、その他の物理的特徴に注目する。核型の作成と研究は、染色体に着目して遺伝を研究する細胞遺伝学（英語: Cytogenetics）の一部である。
個体や種の体細胞における基本的な染色体数は2nと表現される。生殖細胞（性細胞）では、染色体数はn（ヒト：n＝23）である。 したがって、ヒトでは2n＝46である。つまり、正常な2倍体生物では、常染色体は2コピー存在する。性染色体はある場合とない場合がある。多倍体は染色体のコピーが複数あり、半数体はコピーが1本である。
核型は、染色体異常、細胞の機能、分類学的関係、医学などの研究や、過去の進化に関する出来事の情報収集（核体系学）など、多くの目的に利用することができる。

## 画像

### ヒト

#### 正常核型

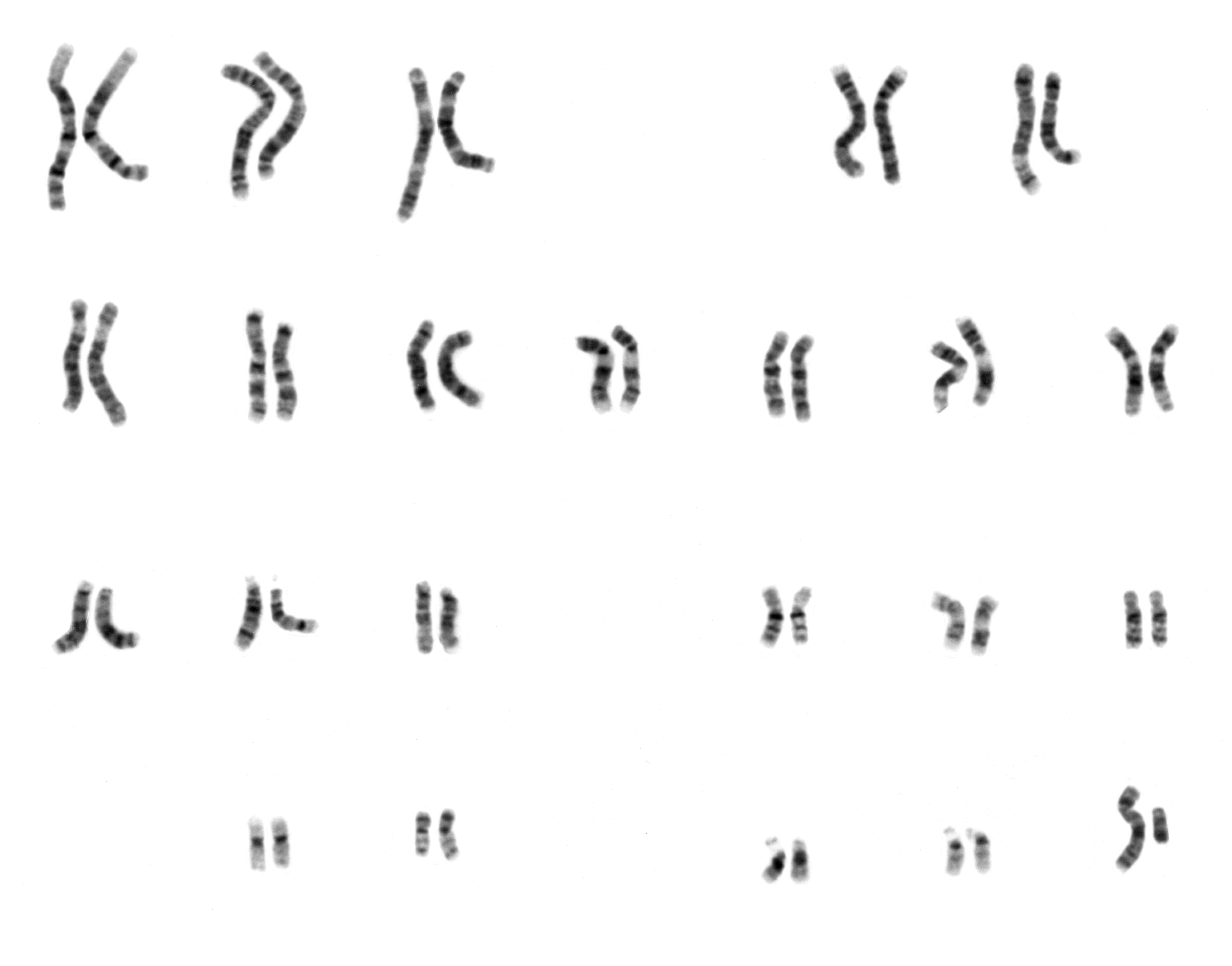
正常男性核型（性染色体XY、ギムザ染色）
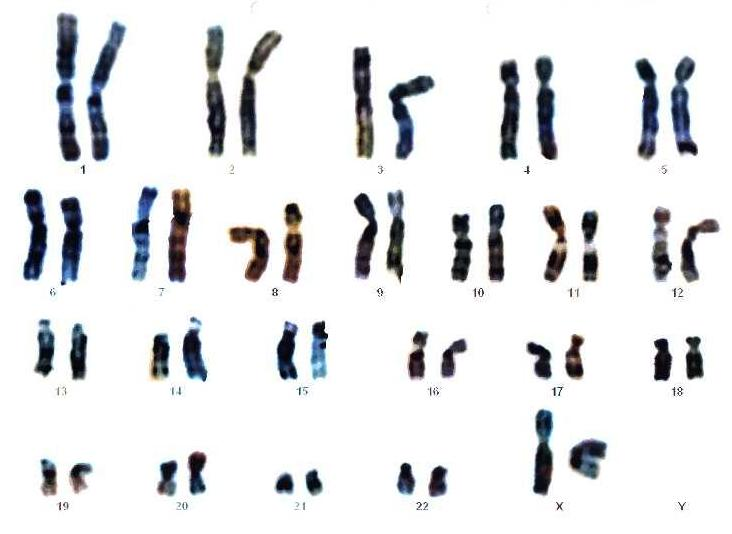
正常女性核型（性染色体XX）

#### 各種染色体異常

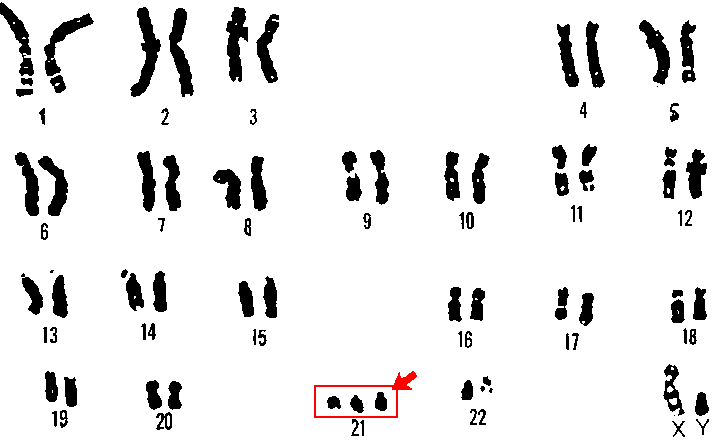
ダウン症候群男性（21トリソミー）
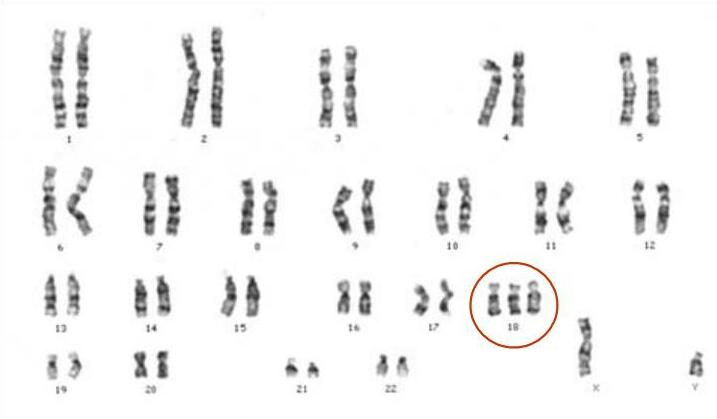
エドワーズ症候群男児（18トリソミー）
パトウ症候群女児（13トリソミー）
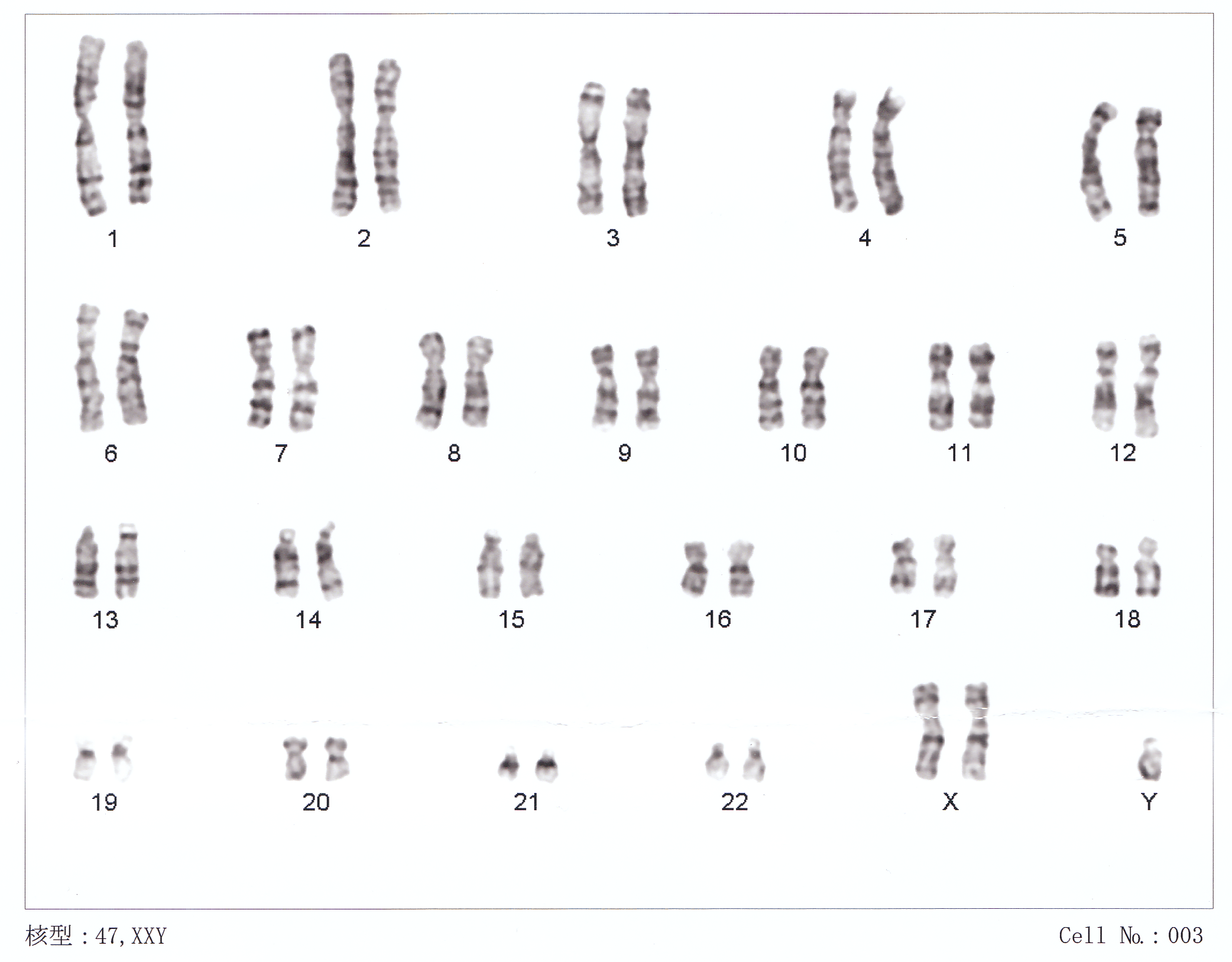
クラインフェルター症候群（性染色体XXY）
ターナー症候群（性染色体XO）
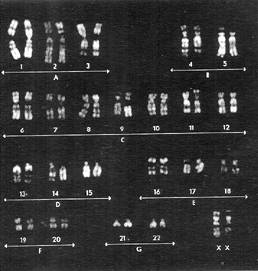
ターナー症候群（46,X i(Xq)）
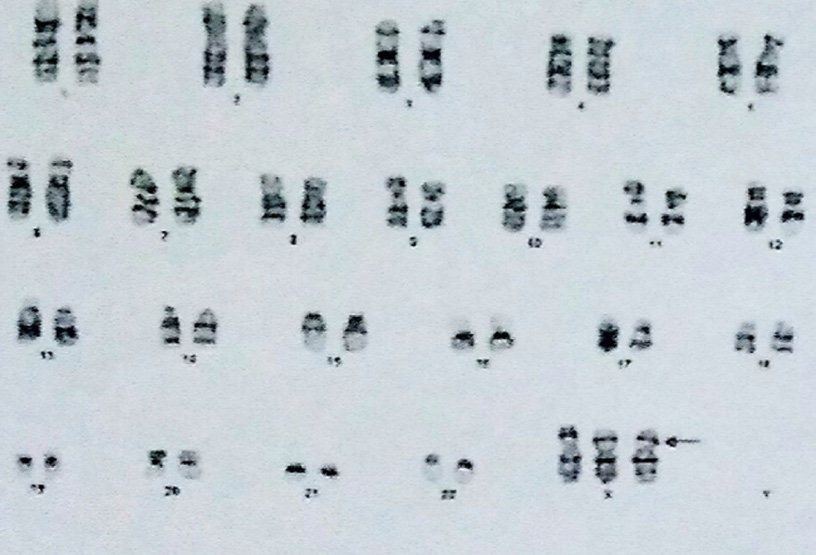
トリプルX症候群（スーパー女性、性染色体XXX）
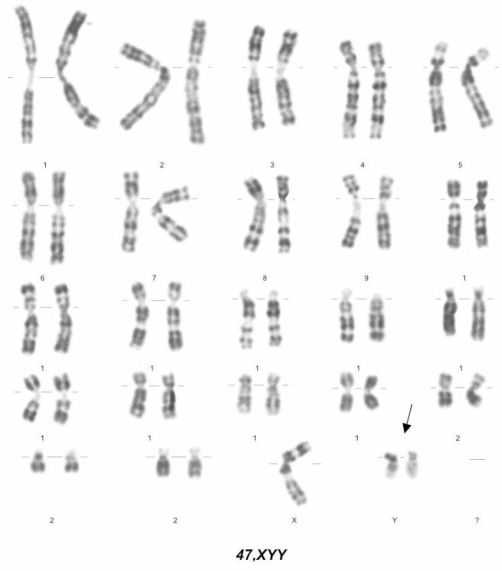
XYY症候群（スーパー男性）
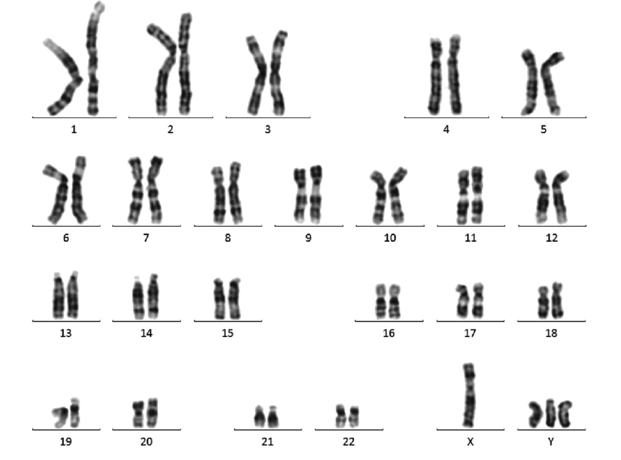
XYYY症候群
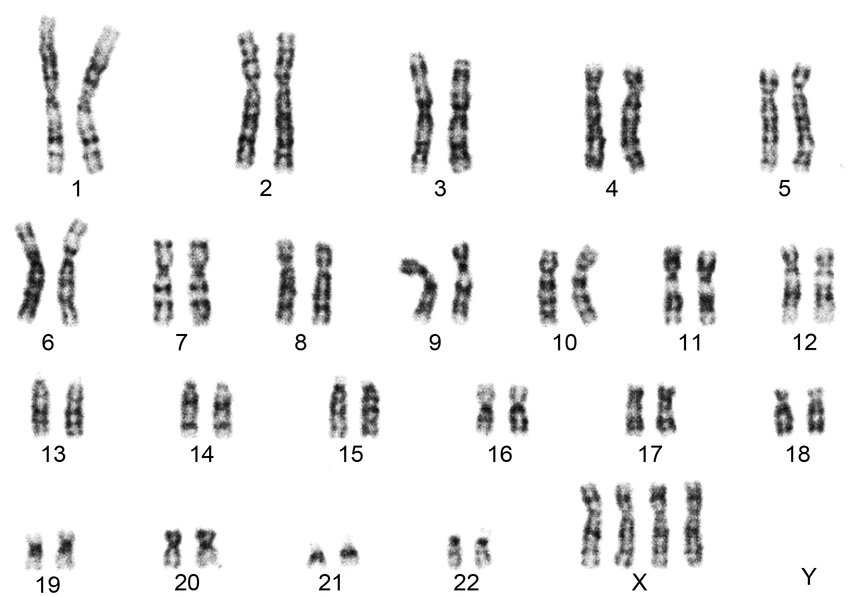
Xテトラソミー
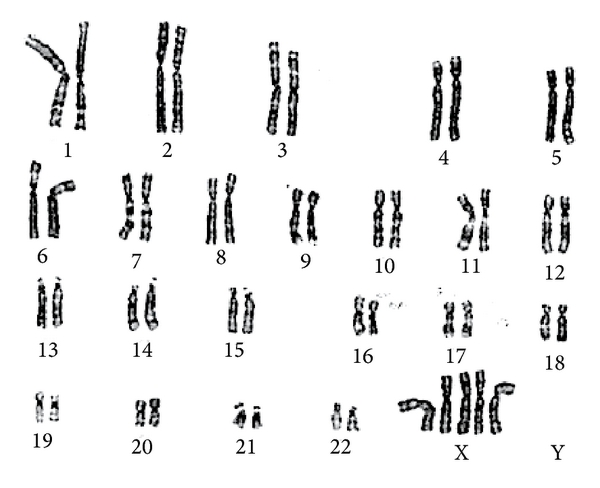
Xペンタソミー
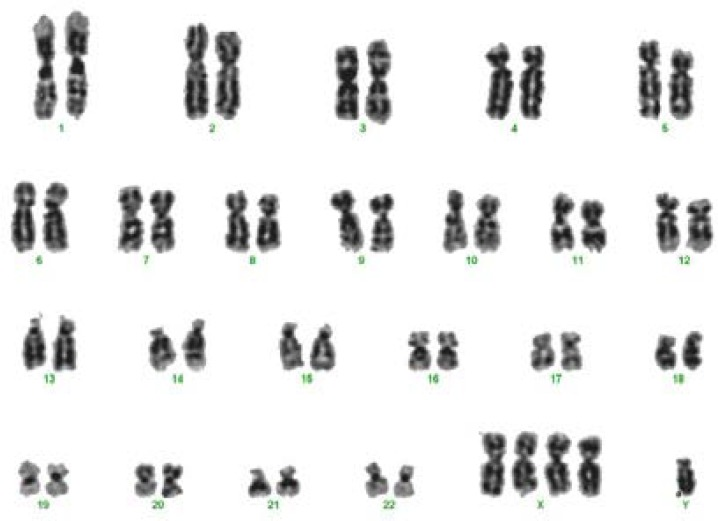
XXXXY症候群
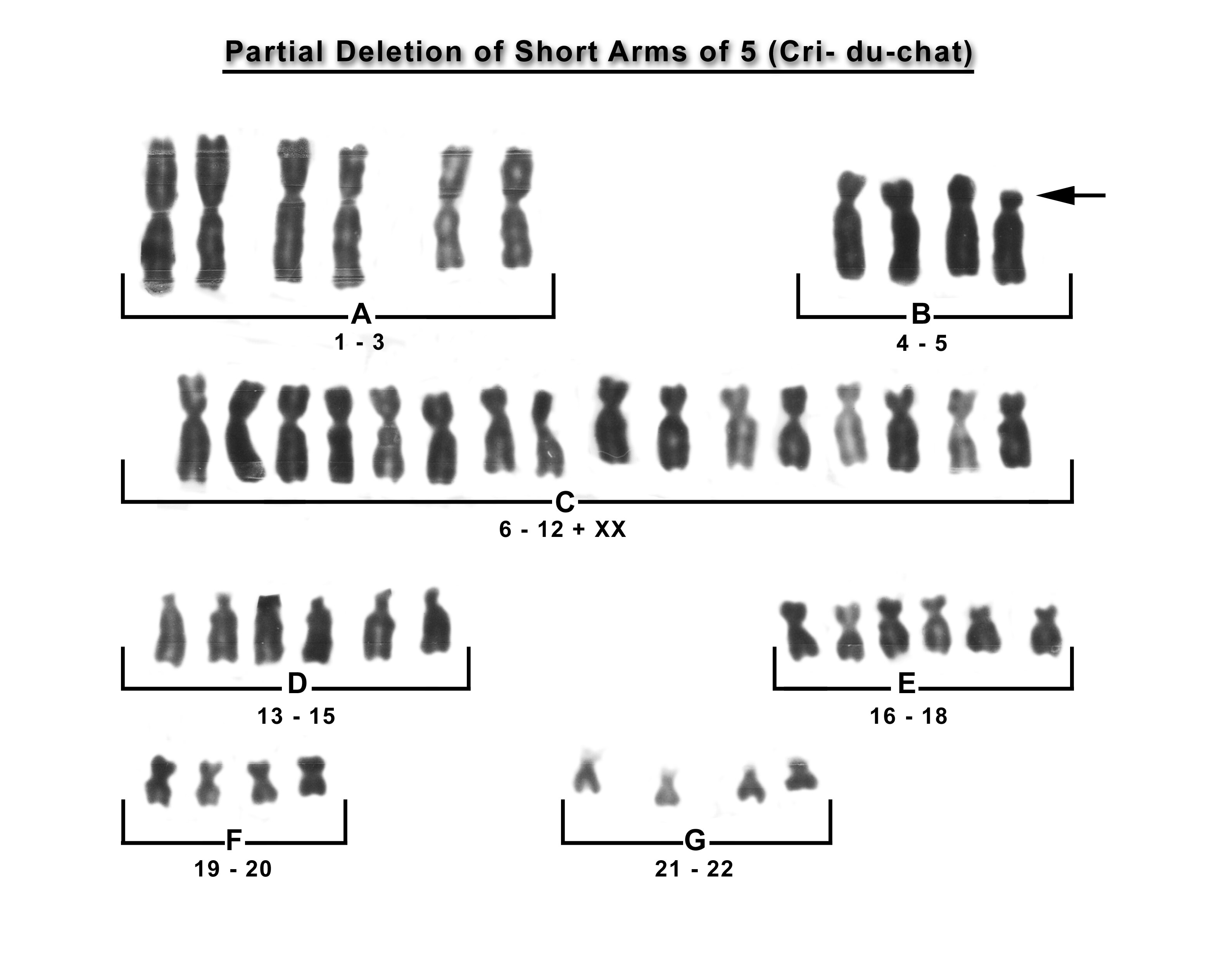
猫鳴き症候群（5番染色体の短腕の部分欠失、女性）
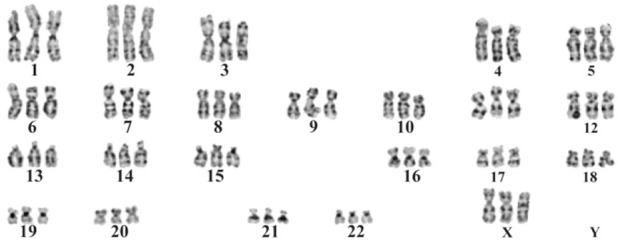
三倍体（通常流産または死産、ごく稀に出生例があるが出生直後に死亡、69,XXX（女児））

### 動物

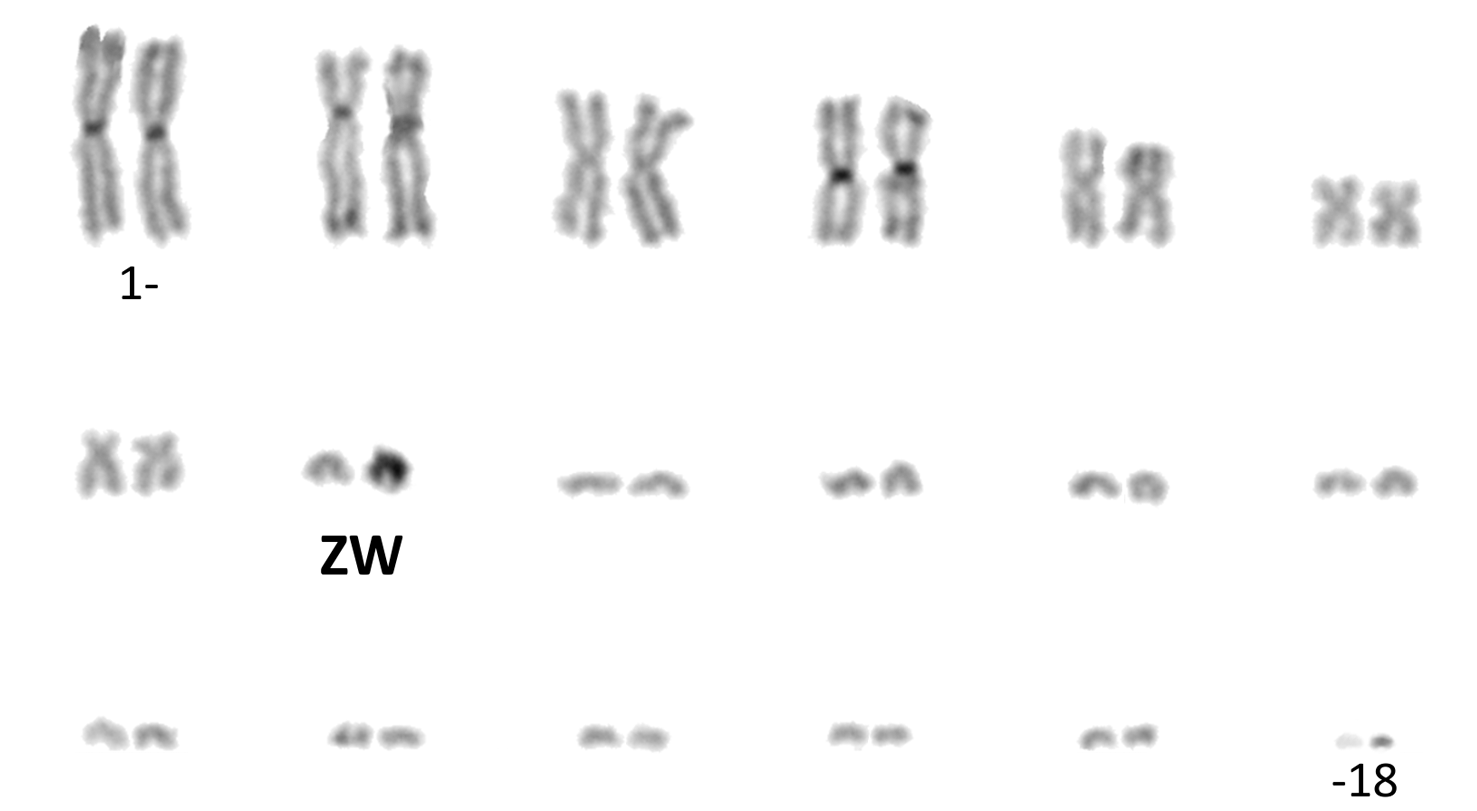
アメリカドクトカゲ（メス、18対36本、性染色体ZW）
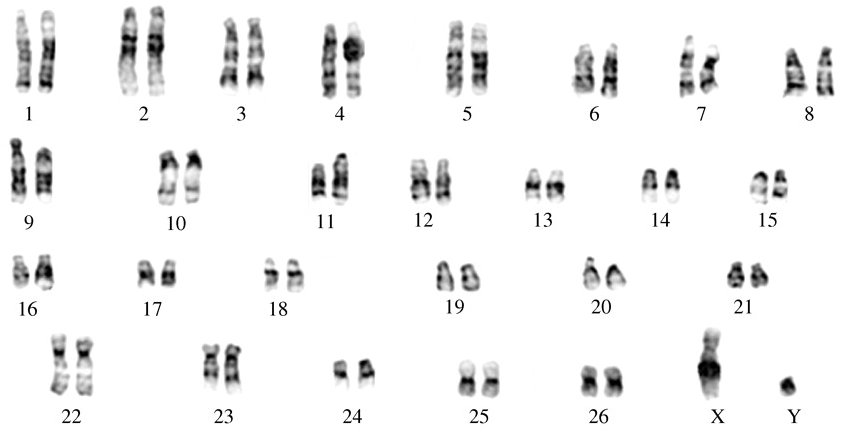
ケープハイラックス（オス、27対54本、性染色体XY）
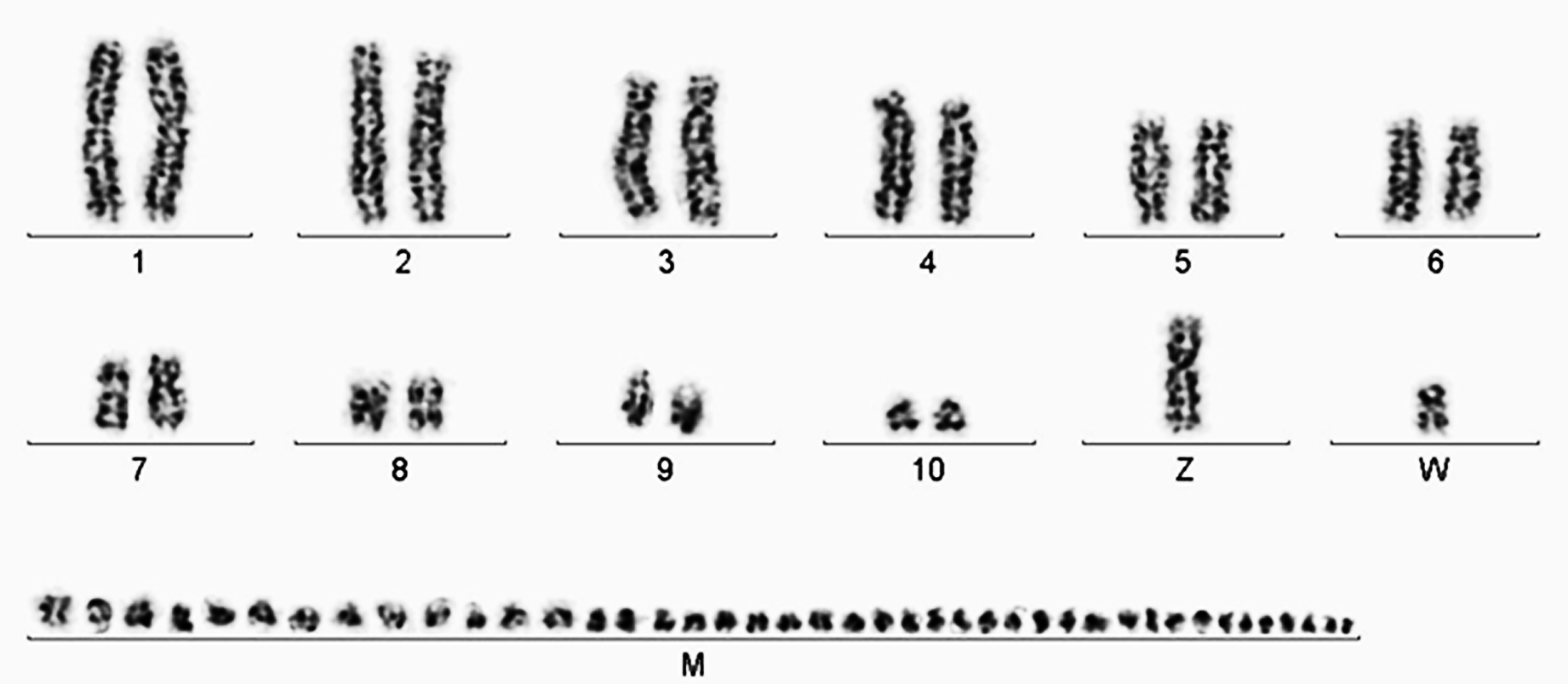
コンゴウインコ（メス、62–64本、性染色体ZW）
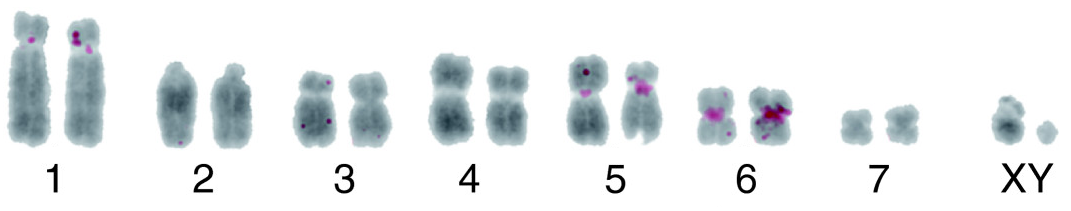
ワラルー（オス、8対16本、性染色体XY）
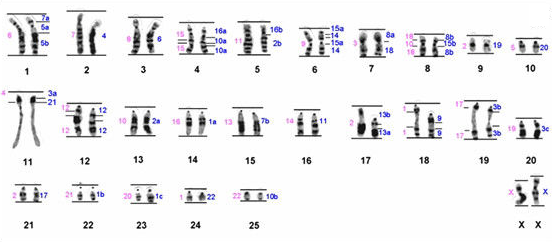
シロガオオマキザル（メス、26対52本、性染色体XX）
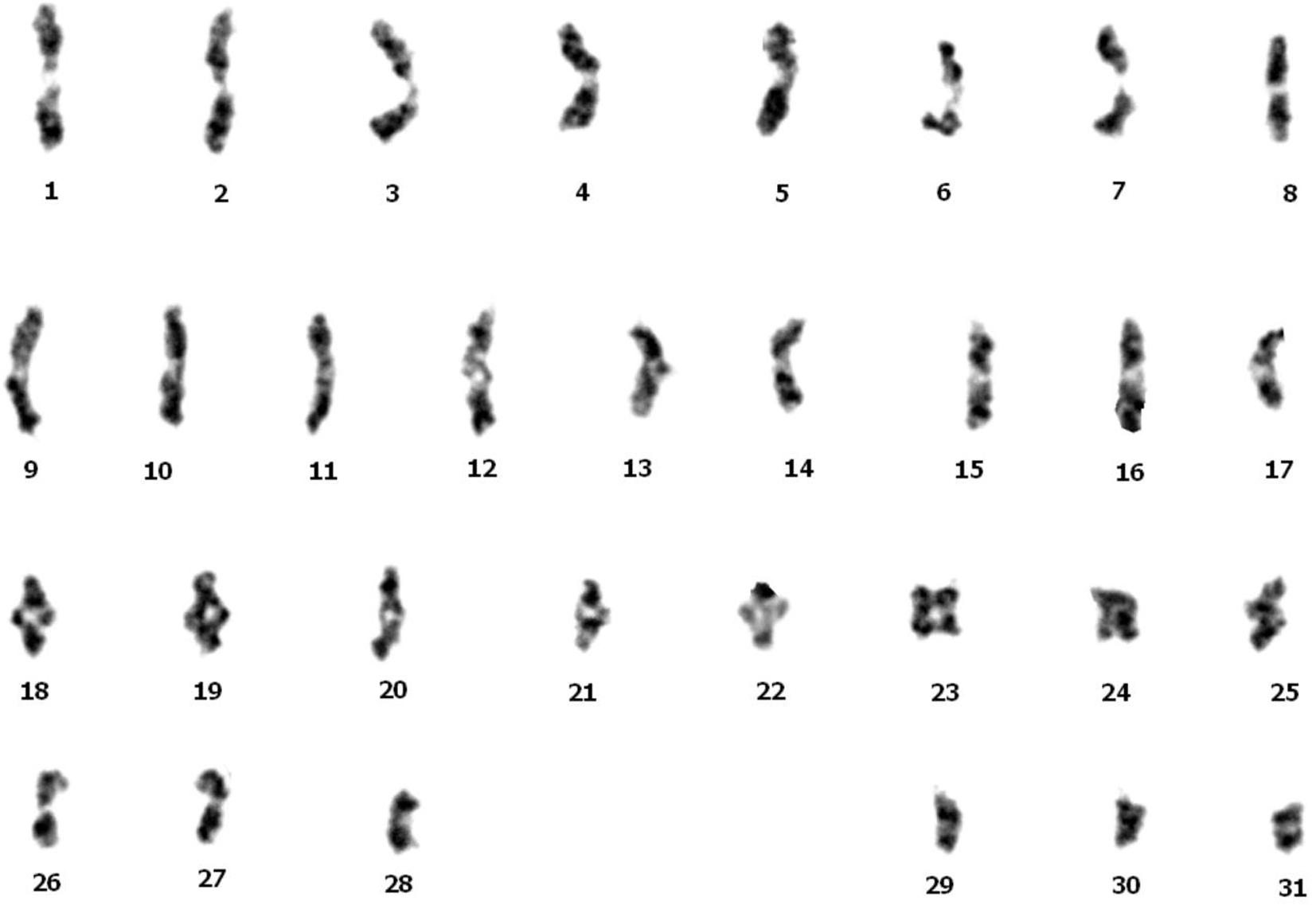
ヤママユ（31本）
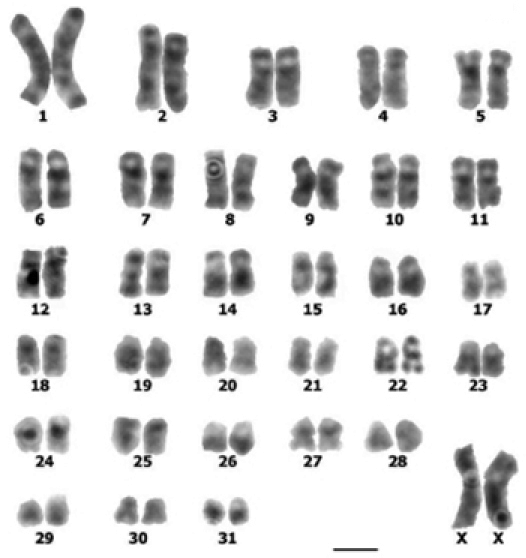
モルモット（メス、32対64本、性染色体XX）
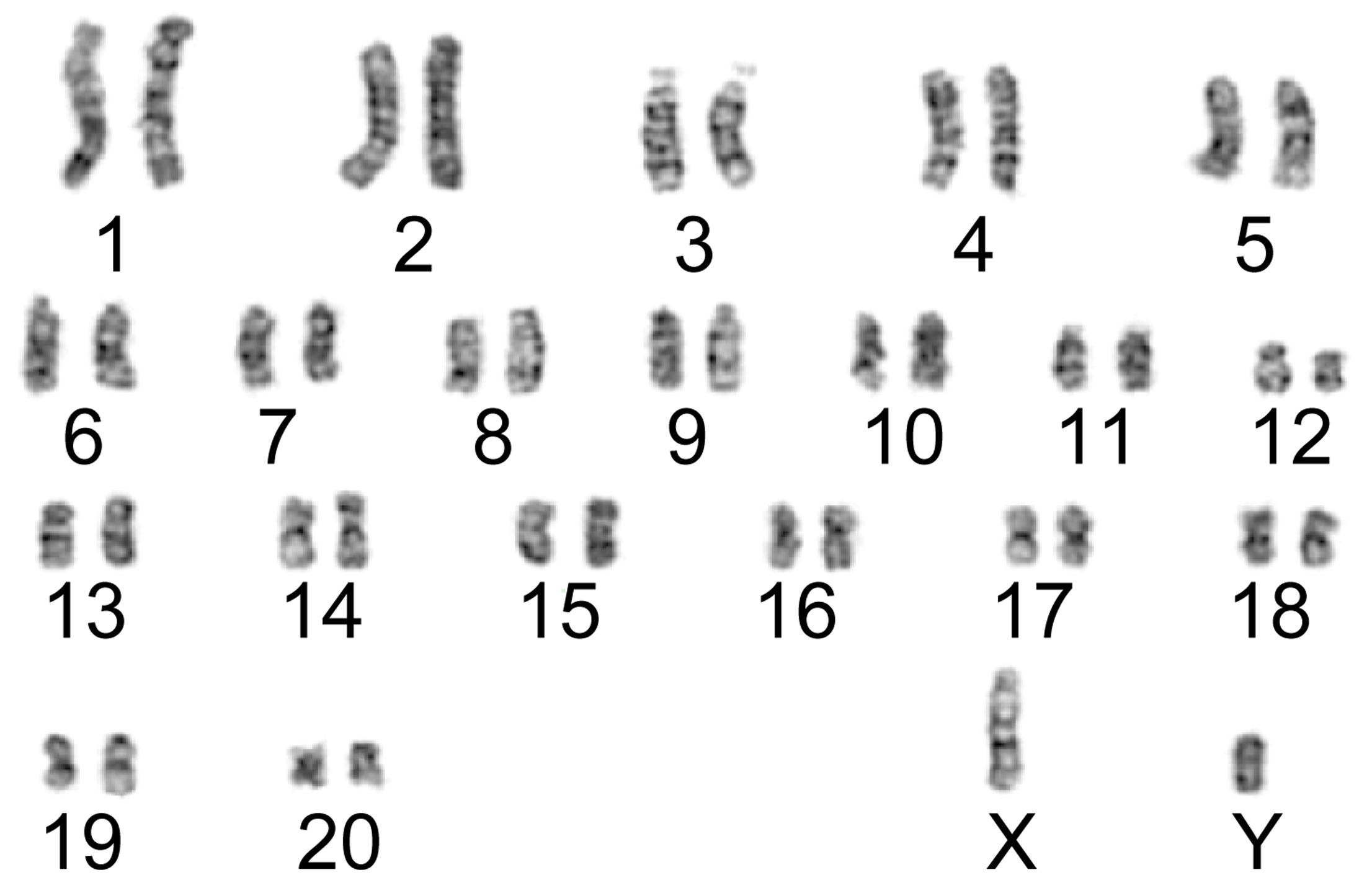
ドブネズミ（オス、21対42本、性染色体XY）
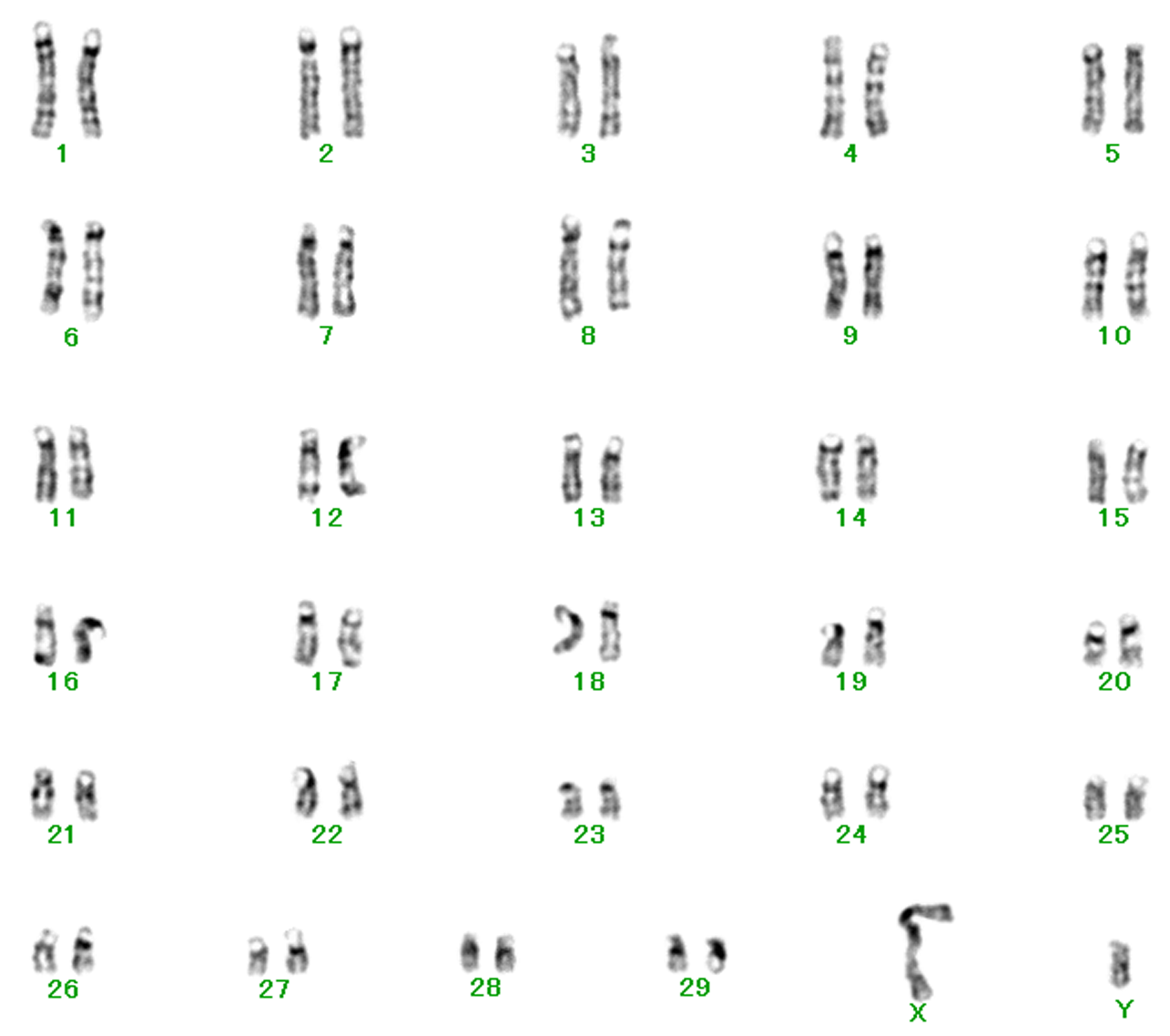
ウシ（オス、30対60本、性染色体XY）
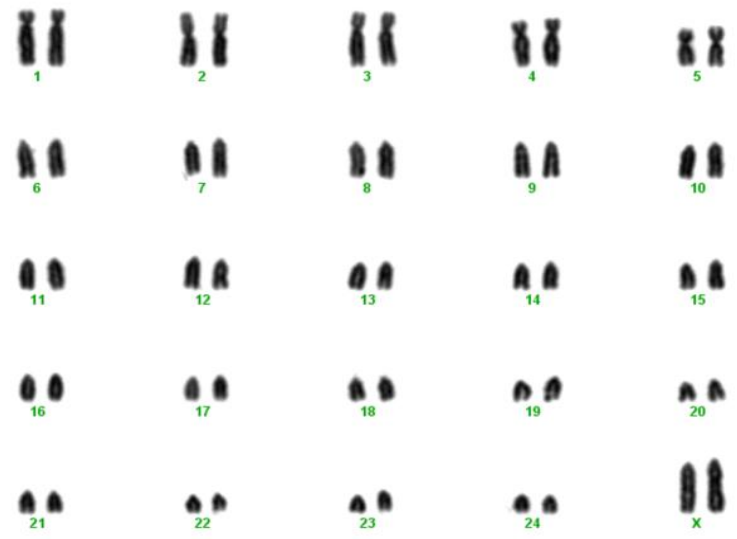
スイギュウ（メス、25対50本、性染色体XX）
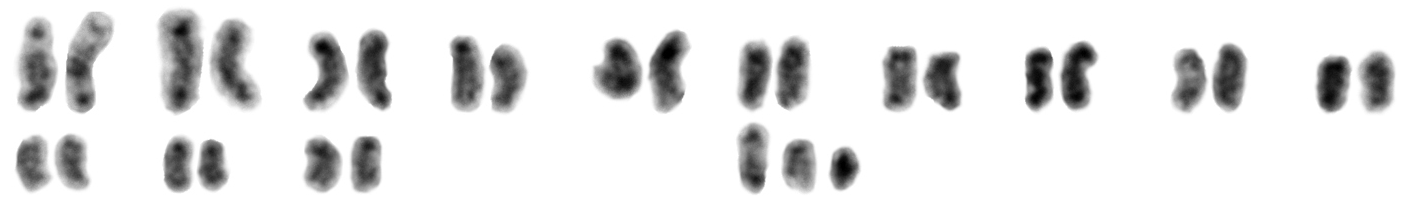
トコジラミ（オス、29–47本、図は29本（常染色体13対26本＋性染色体X1X2Y）の例）
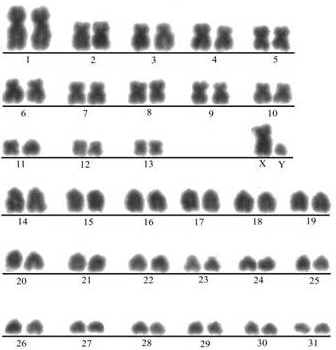
ウマ（オス、32対64本、性染色体XY）
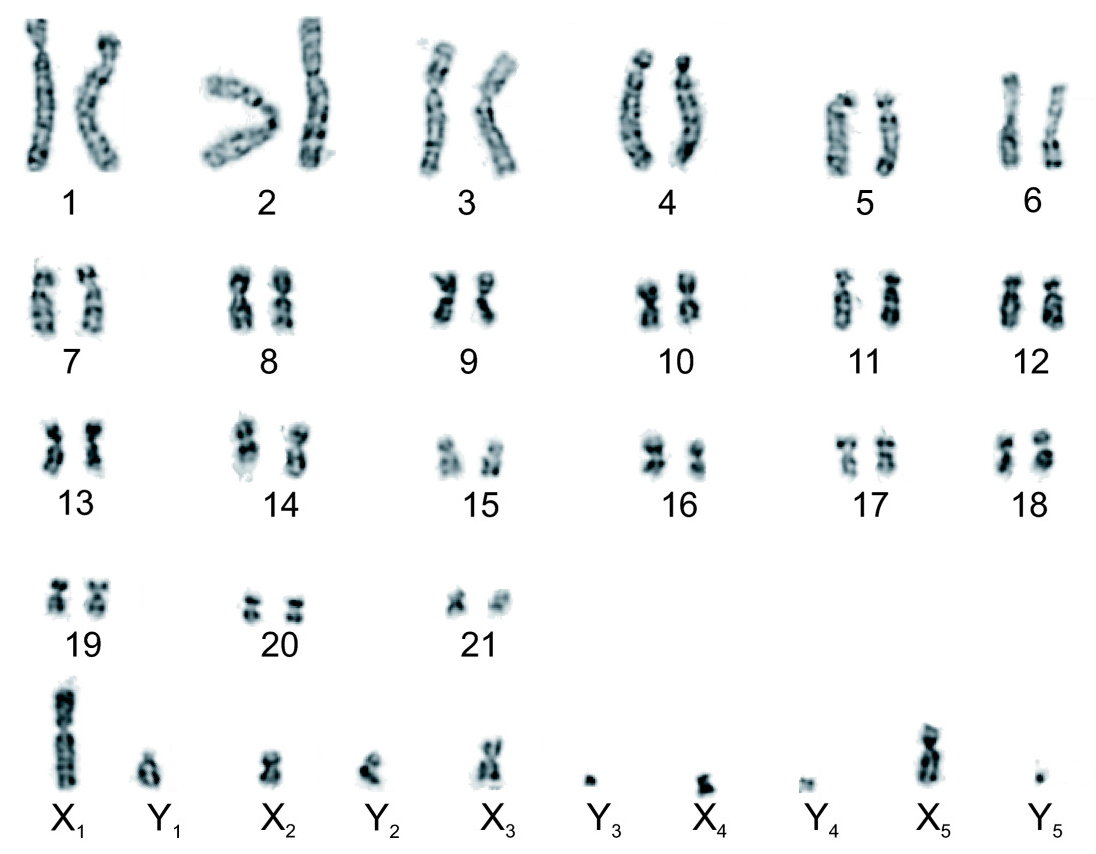
カモノハシ（オス、52本、常染色体21対42本＋性染色体X1Y1X2Y2X3Y3X4Y4X5Y5）
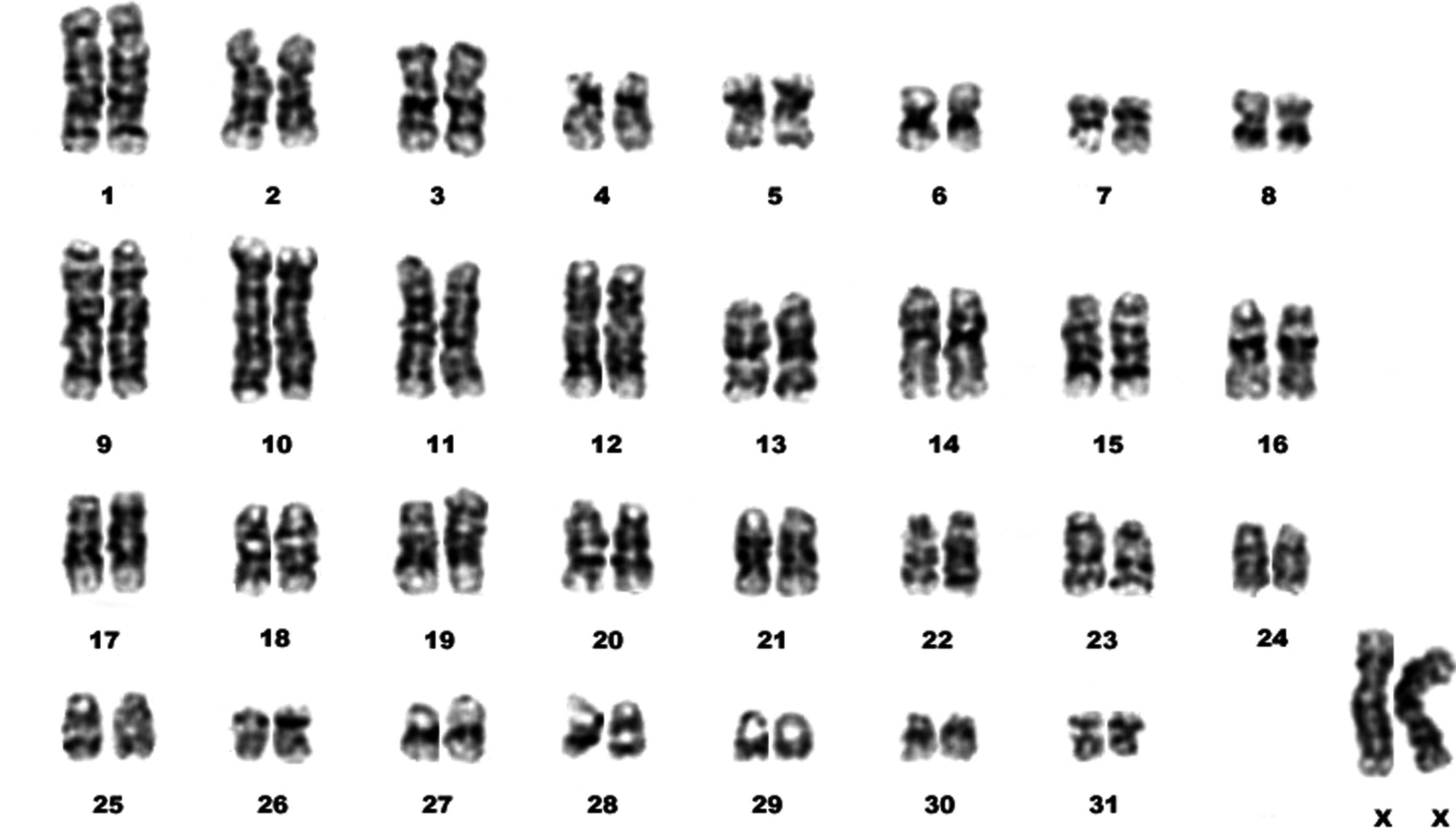
ココノオビアルマジロ（メス、32対64本、性染色体XX）
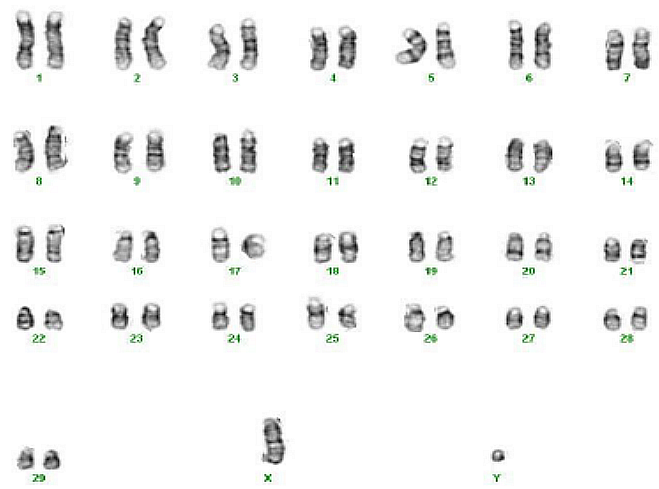
ヤギ（オス、30対60本、性染色体XY）
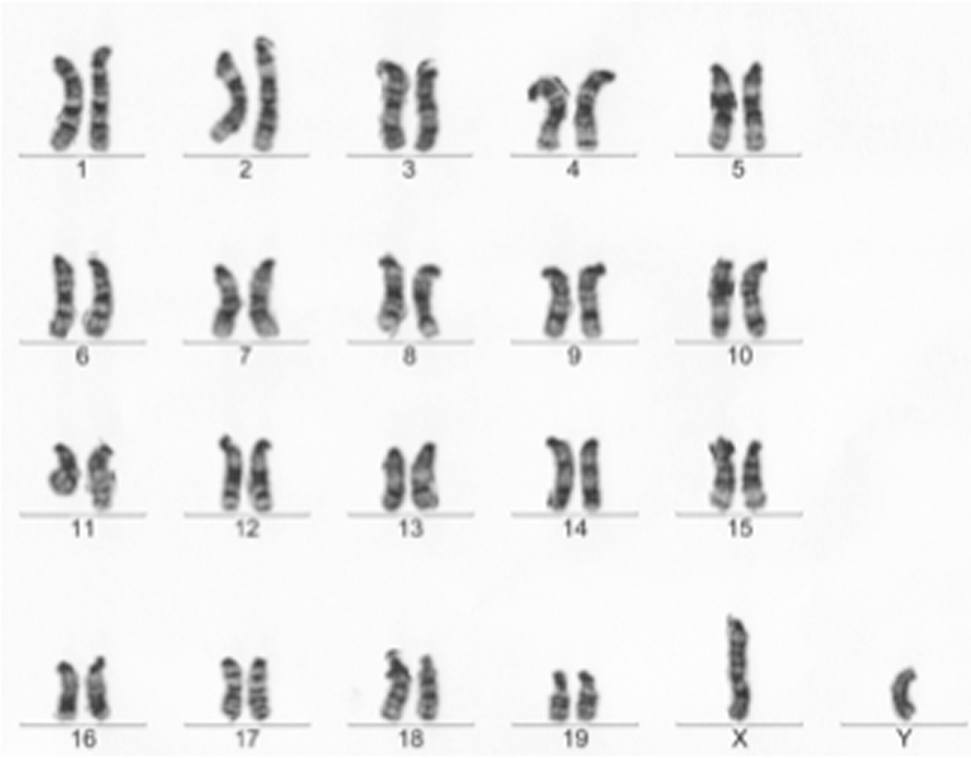
ハツカネズミ（オス、20対40本、性染色体XY）
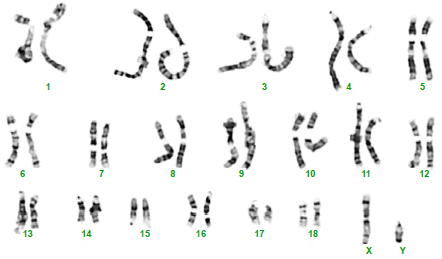
ブタ（オス、19対38本、性染色体XY）
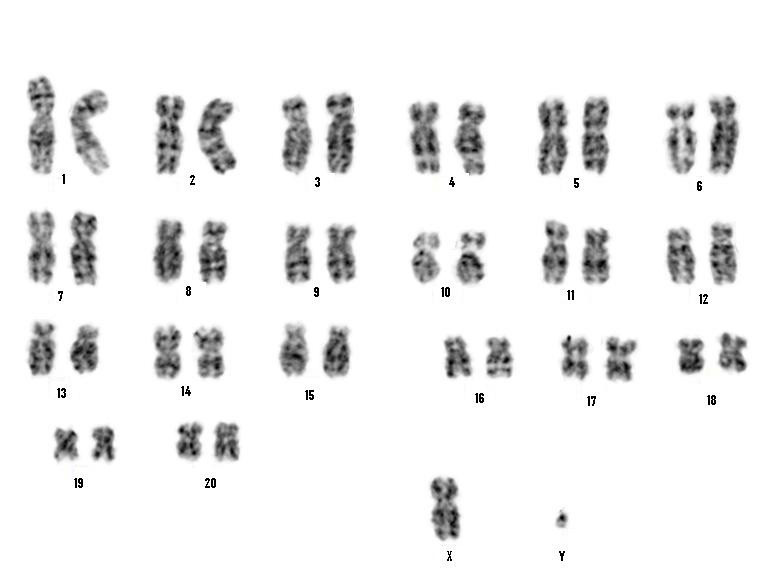
アカゲザル（オス、21対42本、性染色体XY）
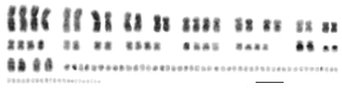
ヘラチョウザメ（120本）
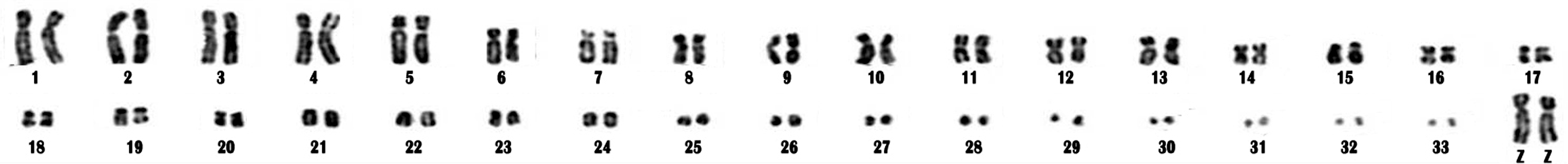
オオハシノスリ（オス、34対68本、性染色体ZZ）
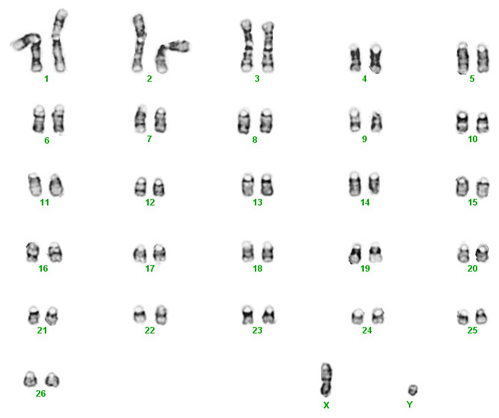
ヒツジ（オス、27対54本、性染色体XY）
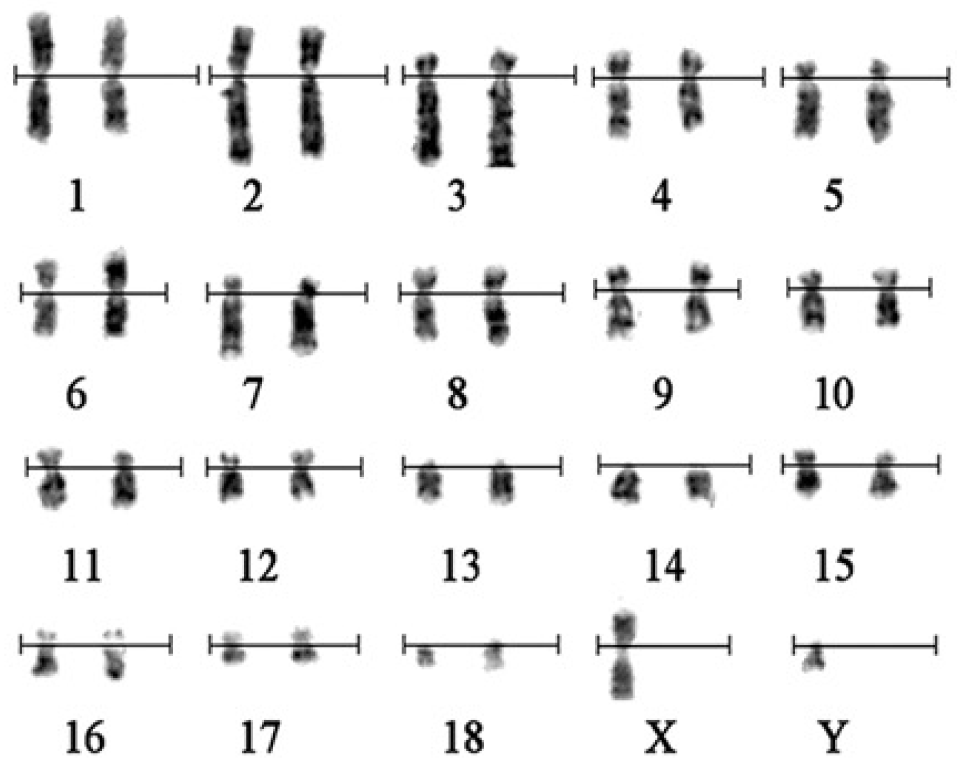
アムールトラ（オス、19対38本、性染色体XY）
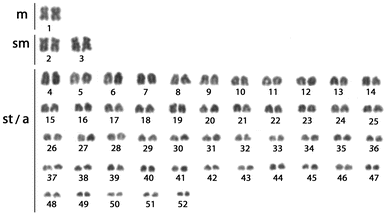
ウォーキングキャットフィッシュ（52対104本）
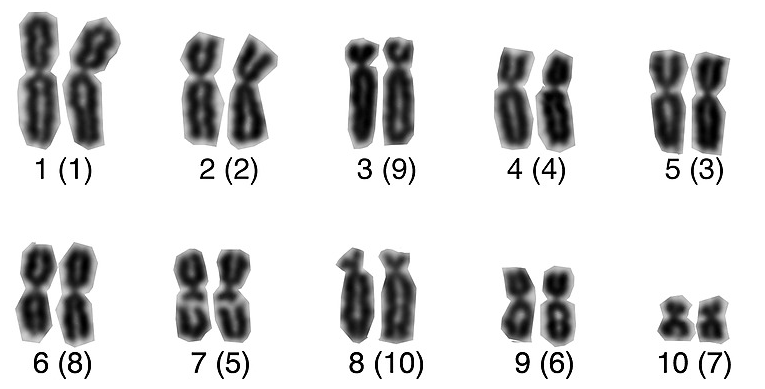
ネッタイツメガエル（10対20本）
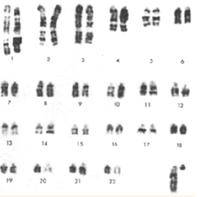
キョン（オス、23対46本、性染色体XY）
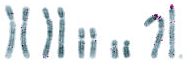
オグロワラビー（メス、5対10本、性染色体XX）［オスの場合は11本で性染色体はXY1Y2となる］
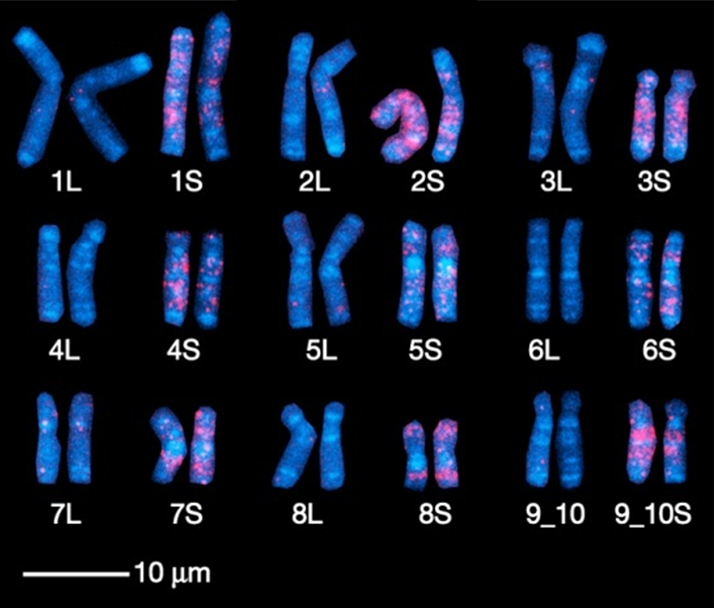
アフリカツメガエル（18対36本）
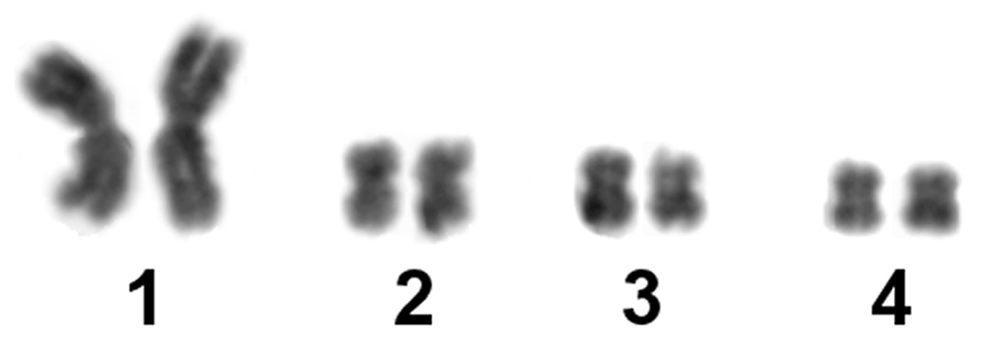
Macrostomum lignano（扁形動物の一種、雌雄同体、4対8本）

### 植物

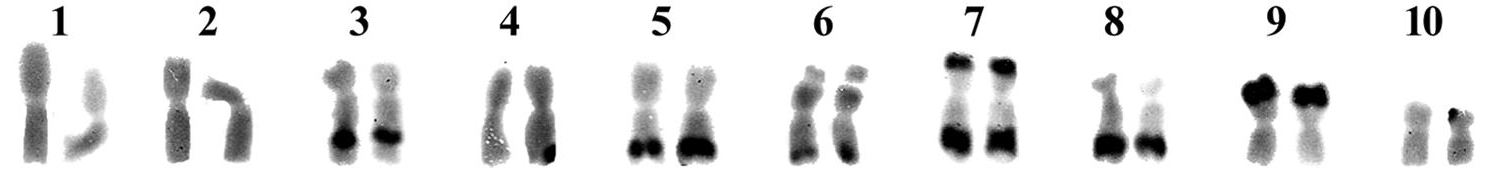
トウモロコシ（10対20本）
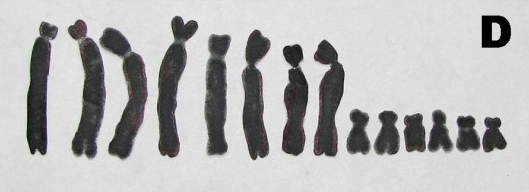
アロエベラ（7対14本）
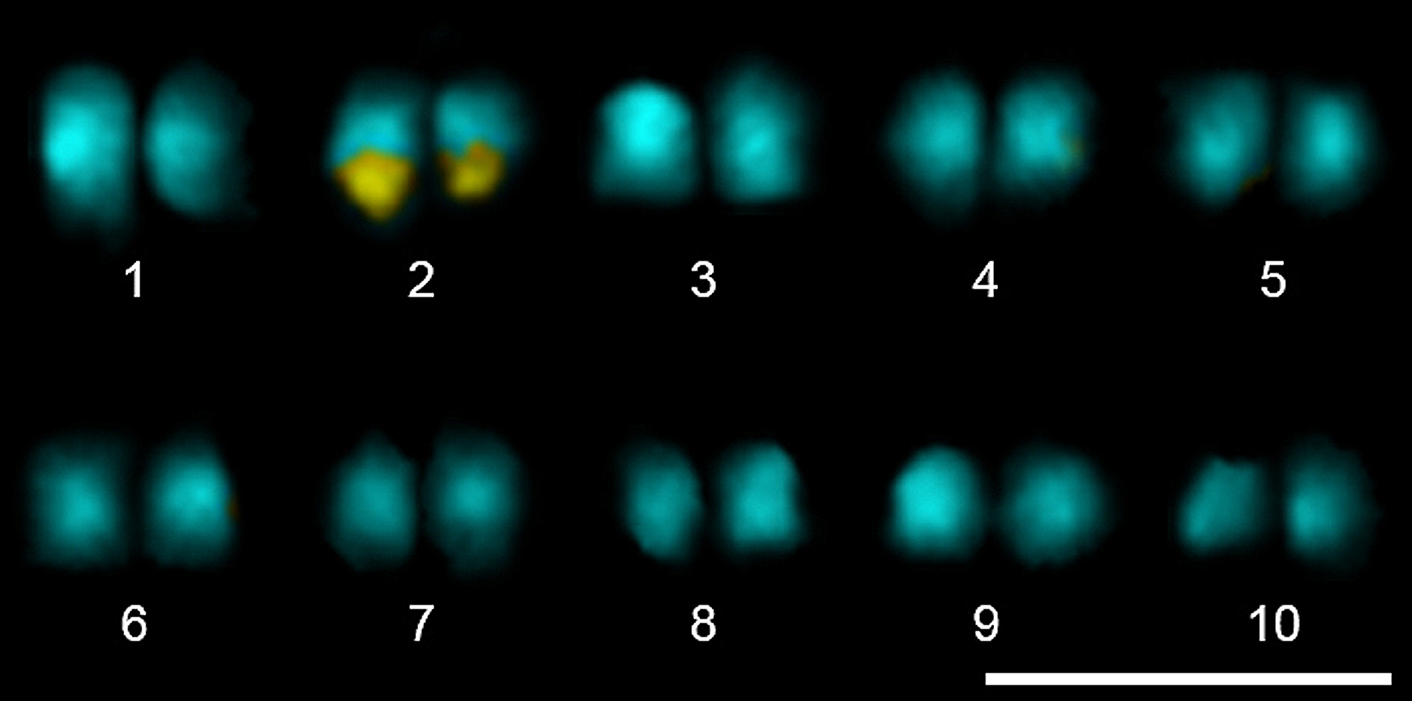
カカオ（10対20本）
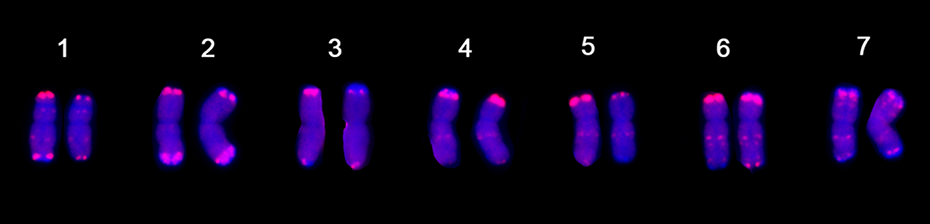
ライムギ（7対14本）
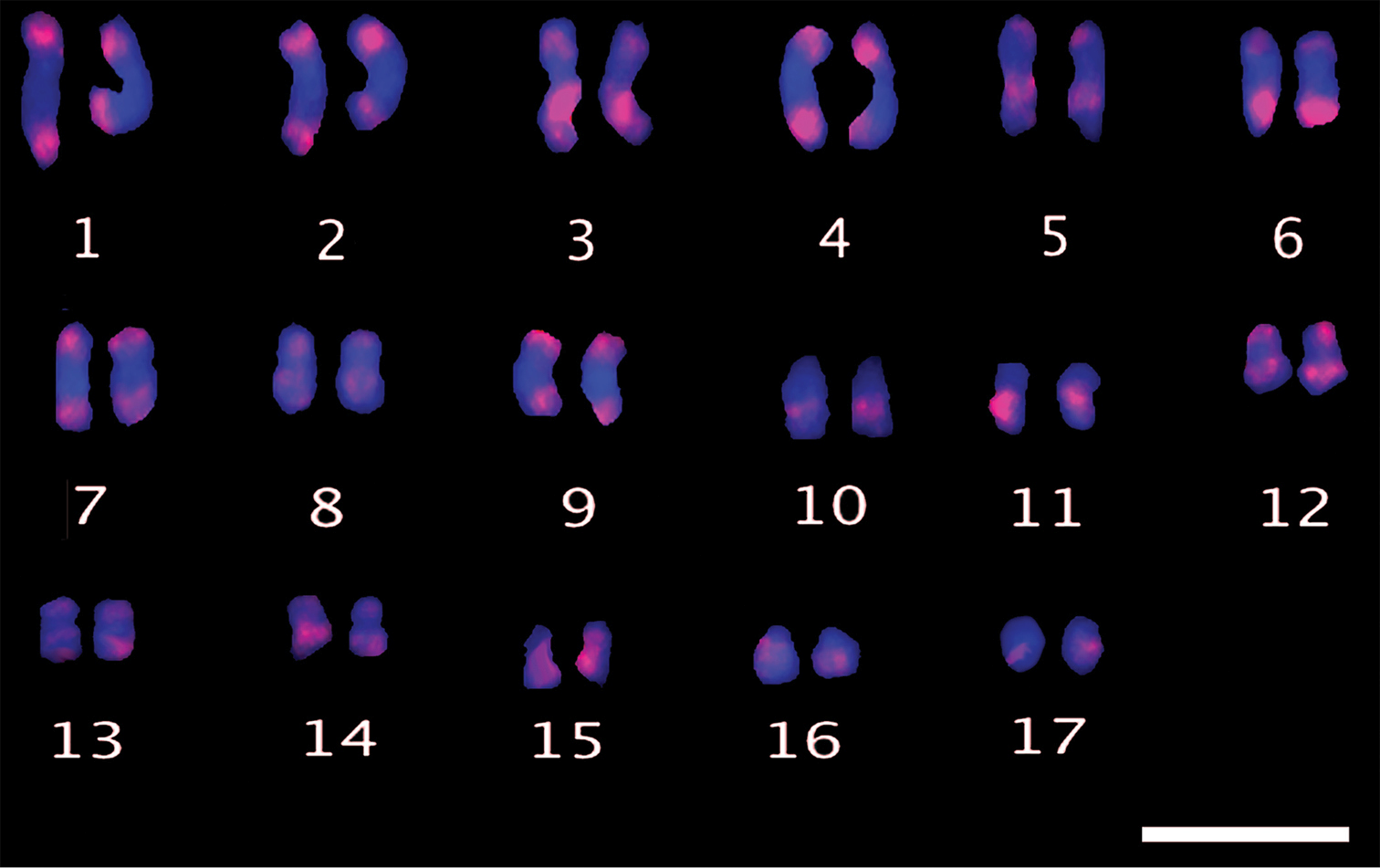
アーティチョーク（17対34本）
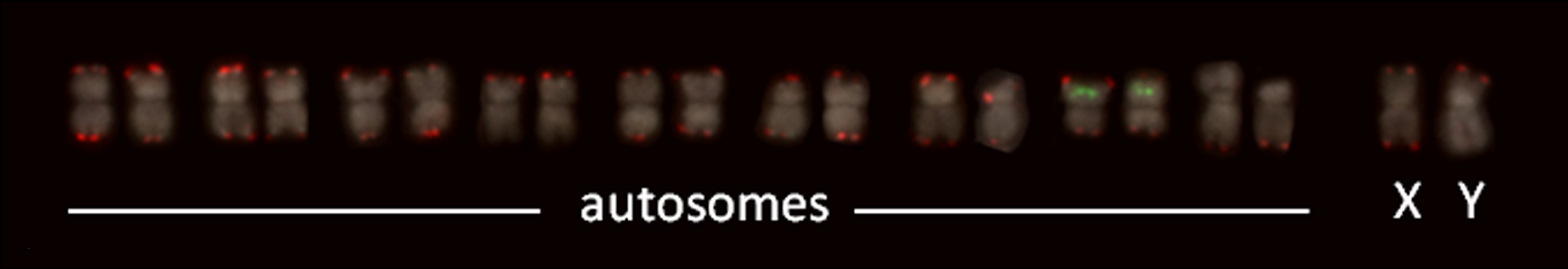
アサ（雄株、10対20本、性染色体XY）
高麗人参（24対48本）
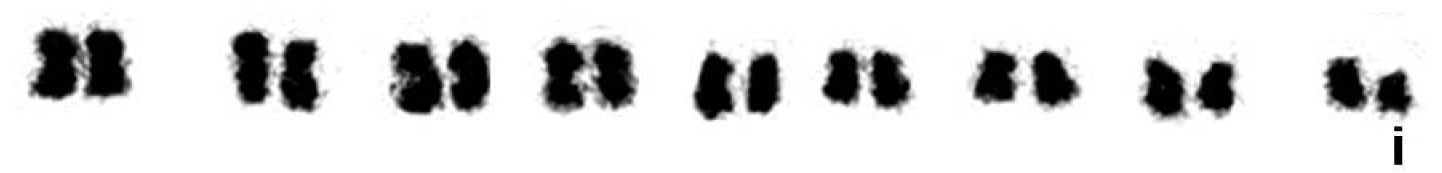
レモン（9対18本）
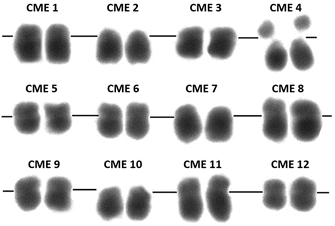
メロン（12対24本）
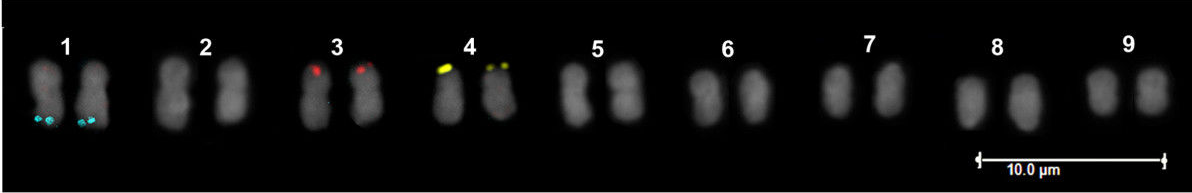
パッションフルーツ（9対18本）
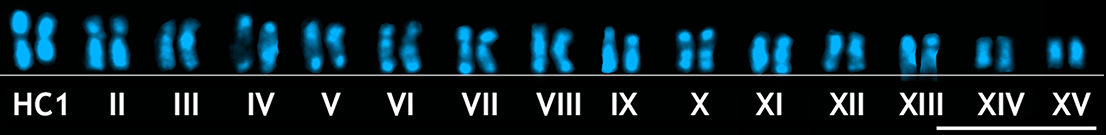
ピスタチオ（15対30本）
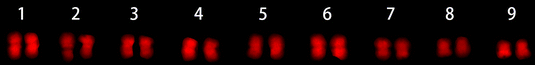
ダイコン（9対18本）
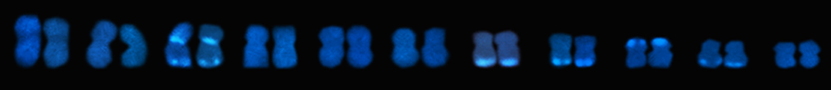
セキザイユーカリ（11対22本）